# 3,3’-dichlorbenzidin
3,3'-dichlorbenzidin je organická sloučenina se vzorcem (C6H3Cl(NH2))2. V čisté podobě má světle žlutou barvu, komerční produkty jsou však často jinak zbarvené. Je jen málo rozpustný ve vodě a často se dodává jako vlhká pasta. Používá se na výrobu pigmentů s diarylidovou žlutí, které slouží jako složky tiskařských barev. Od jeho používání se ustupuje kvůli obavám z karcinogenních účinků.

## Výroba a reakce

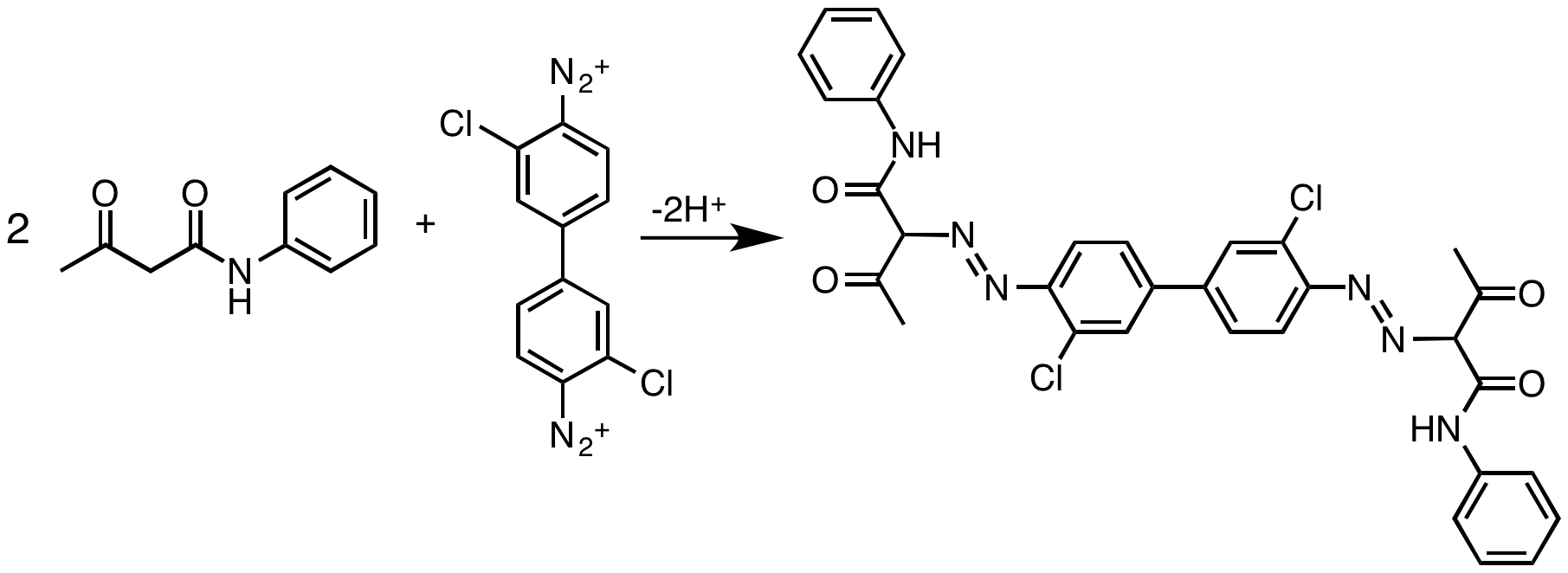
Výroba pigmentové žluti 12

3,3'-dichlorbenzidin se vyrábí dvoufázově z 2-nitrochlorbenzenu, který se nejprve redukuje zinkem v zásaditém prostředí na 3,3'-dichlorifenylhydrazin. Tento meziprodukt je benzidinovým přesmykem přeměněn na 3,3'-dichlorbenzidin.
3,3'-dichlorbenzidin lze chlorovat na tetrachlorderiváty; vodné roztoky se na světle mění na monochlorderiváty.
Nejčastěji prováděnou reakcí 3,3'-dichlorbenzidinu je dvojitá diazotace. Vzniklý bis(diazo) meziprodukt je následně kopulační reakcí s acetoacetylaminobenzenem přeměněn na pigmenty jako jsou pigmentová žluť 12, pigmentová žluť 13, pigmentová žluť 14, pigmentová žluť 17 a pigmentová žluť 83.